# Sorzac
Sorzac (en francès Sourzac) és un municipi francès situat al departament de la Dordonya i a la regió de la Nova Aquitània.

## Demografia
| 1962                                       | 1968  | 1975  | 1982  | 1990  | 1999  | 2007  |
| ------------------------------------------ | ----- | ----- | ----- | ----- | ----- | ----- |
| 986                                        | 1.015 | 1.020 | 1.020 | 1.011 | 1.032 | 1.086 |
| Des de 1962: població sense dobles comptes |       |       |       |       |       |       |

## Administració
| Període | Identitat         | Partit |
| ------- | ----------------- | ------ |
| 2001-   | Jacques Montuelle |        |

## Agermanaments
- Vigy
- São Roque (Oliveira de Azeméis)